# Соллакаро
Соллакаро (фр. Sollacaro, корс. Suddacarò) — коммуна во Франции, находится в регионе Корсика. Департамент коммуны — Южная Корсика. Входит в состав кантона Тараво-Орнано. Округ коммуны — Сартен.
Код INSEE коммуны — 2A284.

## Население
Население коммуны на 2008 год составляло 344 человека.
| 1954 | 1962 | 1968 | 1975 | 1982 | 1990 | 1999 | 2008 |
| ---- | ---- | ---- | ---- | ---- | ---- | ---- | ---- |
| 657  | 411  | 448  | 355  | 290  | 324  | 326  | 344  |

## Экономика

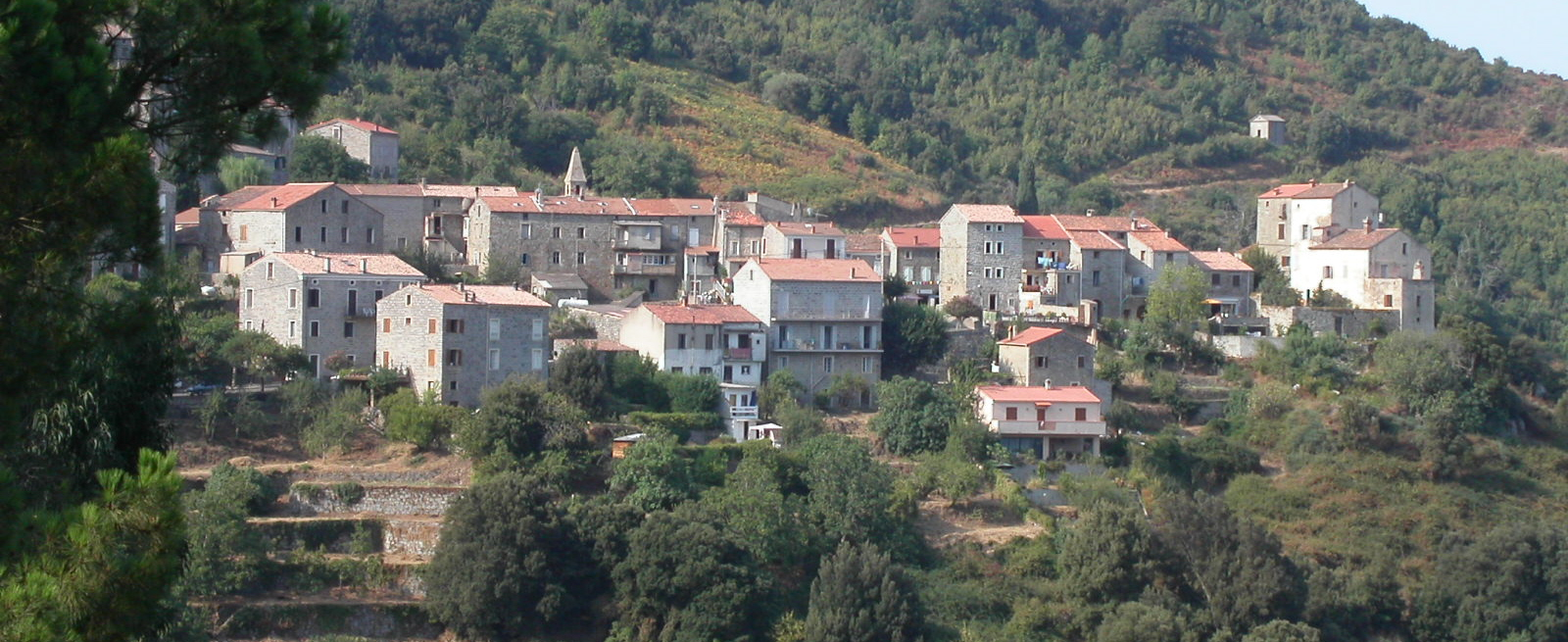
Соллакаро

В 2007 году среди 187 человек в трудоспособном возрасте (15—64 лет) 140 были экономически активными, 47 — неактивными (показатель активности — 74,9 %, в 1999 году было 59,5 %). Из 140 активных работали 122 человека (62 мужчины и 60 женщин), безработных было 18 (9 мужчин и 9 женщин). Среди 47 неактивных 10 человек были учениками или студентами, 15 — пенсионерами, 22 были неактивными по другим причинам.
В 2008 году в коммуне насчитывалось 172 домохозяйства, в которых проживали 344 человека, медиана доходов составляла 14 527 евро на одного человека.